# おばば (岐阜音頭)
おばばは、岐阜県に伝わる民謡。古くから祭りや婚礼、宴席の締めなどで歌われたきた。

## 概要
一説によると、1541年 (天文10年) 揖斐城主・堀池備中守の姉・お政が上善明寺春浄に嫁いで生まれた初孫の誕生を町中が喜び、お婆々さまとなられた坊守が在所の揖斐城へお祝いに訪れた際、笛や太鼓のお囃子で唄われた祝い唄が発祥といわれる。
江戸時代には、江戸幕府によって行われた木曽三川をはじめとした大規模治水工事の際に全国から手伝普請として来た職人たちによってそれぞれの故郷に伝えられ、全国各地に広まった。このことはこの唄がかなり古くから唄われていたことを示唆している。
遠方各地で唄われている歌詞や囃子詞は岐阜のものとは唄い方が大きく異なる場合も少なくないが、歌詞のみならず『孫を思う愛の歌』という共通のテーマにおいていずれの地域でも同じ理解を共有している。
岐阜県内のみならず愛知県、和歌山県、島根県、茨城県、青森県、鹿児島県など全国的に祝いの場で唄われてきたが時代の変化とともに減少。しかし最近ではこの曲を継承するために様々な行事で歌唱したり、小学生への指導などが行われている。
現在、岐阜県では、金華山のふもとの高齢男性らが「爺（じい）がおばばを踊る会」を立ち上げ、その民謡を踊り歌い継いでいる。月に1度、岐阜市大宮町の岐阜公園で、観光客向けに民謡を披露している。

## 歌詞
お婆々どこ行きゃるナーアナー　　　　　　
お婆々どこ行きゃるナー　　　　　　　　　　
三升樽さげて　ソウラバエー　　　　　　　
ヒュルヒュルヒュ　ヒュルヒュルヒュ
嫁の在所へ　ナーアナー　　　　　　　　　
嫁の在所へナー　　　　　　　　　　　　　　
ささ孫抱きに　ソウラバエー　　　　　　　　
ヒュルヒュルヒュ　ヒュルヒュルヒュ。